# Challenge Desgrange-Colombo
Il Challenge Desgrange-Colombo era una competizione multiprova di ciclismo su strada esistita tra il 1948 e il 1958. Il suo nome derivava da Henri Desgrange ed Emilio Colombo, ed era organizzato dai quotidiani L'Équipe, La Gazzetta dello Sport, Het Nieuwsblad-Sportwereld e Les Sports. Segnò l'inizio della cooperazione tra L'Équipe e La Gazzetta dello Sport.
Le performance dei corridori nelle principali gare di Francia, Italia e Belgio (Tour de France, Giro d'Italia, Milano-Sanremo, Parigi-Roubaix, Giro delle Fiandre, Freccia Vallone, Parigi-Bruxelles, Parigi-Tours e Giro di Lombardia) permettevano ai corridori di guadagnare dei punti in una classifica su base individuale che, al termine della stagione, stabiliva il vincitore della competizione. Veniva stilata anche una classifica per nazioni.
Nel 1949 fu aggiunto il Tour de Suisse, nel 1951 la Liegi-Bastogne-Liegi e nel 1958 la Vuelta a España.
Il primo vincitore fu il belga Alberic Schotte (vincitore di Giro delle Fiandre e Campionati del mondo). Lo svizzero Ferdi Kübler si aggiudicò il Challenge a tre riprese (1950, 1952 e 1954), così come Fred De Bruyne, vincitore delle ultime tre edizioni.

## Albo d'oro
Aggiornato all'edizione 1958.

### Classifica individuale
| Anno | Vincitore        | Secondo         | Terzo            |
| ---- | ---------------- | --------------- | ---------------- |
| 1948 | Briek Schotte    | Fermo Camellini | Gino Bartali     |
| 1949 | Fausto Coppi     | Gino Bartali    | Fiorenzo Magni   |
| 1950 | Ferdi Kübler     | Fiorenzo Magni  | Hugo Koblet      |
| 1951 | Louison Bobet    | Ferdi Kübler    | Fiorenzo Magni   |
| 1952 | Ferdi Kübler     | Fausto Coppi    | Stan Ockers      |
| 1953 | Loretto Petrucci | Louison Bobet   | Stan Ockers      |
| 1954 | Ferdi Kübler     | Raymond Impanis | Louison Bobet    |
| 1955 | Stan Ockers      | Louison Bobet   | Jean Brankart    |
| 1956 | Fred De Bruyne   | Stan Ockers     | Jean Forestier   |
| 1957 | Fred De Bruyne   | Raymond Impanis | Gastone Nencini  |
| 1958 | Fred De Bruyne   | Rik van Looy    | Jacques Anquetil |

### Classifica per nazioni
| Anno | Vincitrice | Seconda | Terza   |
| ---- | ---------- | ------- | ------- |
| 1948 | Italia     | Belgio  | Francia |
| 1949 | Italia     | Belgio  | Francia |
| 1950 | Italia     | Francia | Belgio  |
| 1951 | Francia    | Italia  | Belgio  |
| 1952 | Italia     | Belgio  | Francia |
| 1953 | Italia     | Belgio  | Francia |
| 1954 | Belgio     | Italia  | Francia |
| 1955 | Belgio     | Francia | Italia  |
| 1956 | Belgio     | Francia | Italia  |
| 1957 | Belgio     | Francia | Italia  |
| 1958 | Belgio     | Italia  | Francia |